# L'Affaire Dreyfus
L'Affaire Dreyfus è un cortometraggio muto del 1899 diretto ed interpretato da Georges Méliès e prodotto da Star Film 206.
L'Affare Dreyfus divise la Francia tra il 1894 e il 1906, anche per i suoi risvolti antisemiti. Il film di Georges Méliès fu girato nel 1899 all'indomani del processo che riabilitava Alfred Dreyfus, quando il caso tuttavia non poteva ancora dirsi completamente concluso. Il film fu bandito in Francia per aver provocato nelle prime proiezioni risse tra i sostenitori e i detrattori di Dreyfus, facendone il primo film nella storia ad essere censurato per motivi politici.
Per quanto il film fosse girato e riprodotto in sala ancora in quadri distinti, presenta già l'idea di assegnare ad ogni quadro (ovvero ad ogni scena, girata ancora in modalità teatrali a macchina fissa) una lunghezza variabile, in particolare con la scena finale del film, quella del processo a Dreyfus, di lunghezza doppia (ovvero due minuti rispetto al minuto degli altri quadri).

## Trama
Il film è composto da nove quadri che durano ciascuno circa un minuto, un metro standard per i primissimi cortometraggi, con l'eccezione della scena finale, di lunghezza doppia.

### Primo quadro: La dettatura nella cancelleria
All'inizio si vedono dei poliziotti in ufficio che stanno ricevendo dal commissario l'ordine di cattura del colonnello Henry.

### Secondo quadro: L'isola del diavolo
Nel secondo quadro è inquadrato un uomo: il colonnello Henry che sconvolto riceve da una guardia il mandato di cattura.
L'uomo lo esamina mentre il poliziotto si allontana.

### Terzo quadro: Messa ai ferri di Dreyfus
Nel terzo quadro si assiste all'irruzione della polizia in casa di Alfred Dreyfus che lo sveglia e gli mette una catena tra le gambe.

### Quarto quadro: Suicidio del Colonnello Henry
Nel quarto quadro si assiste al suicidio di Henry mediante un rasoio.
L'uomo si sgozza e poco dopo entra in cella la guardia che ne constata il decesso.
La scena presenta il primo trucco cinematografico della storia di simulazione del sangue.

### Quinto quadro: Imbarco a Quiberon
Nel quinto quadro avviene l'imbarco di Dreyfus a Quiberon.
Il quadro presenta un effetto speciale per simulare un cielo tempestoso e l'irrorazione di acqua sulla scena per simulare della pioggia.

### Sesto quadro: Conversazione di Dreyfus con sua moglie
Nel sesto quadro accade l'incontro tra Dreyfus e sua moglie a Renne: l'uomo sta seduto su una sedia quando entrano nella stanza un gruppo di parenti tra cui la moglie.

### Settimo quadro: Attentato a Maître Labori
Nel settimo quadro avviene l'attentato a Maître Labori: l'uomo sta passeggiando con delle persone quando ad un certo punto sbuca una figura che gli spara facendolo stramazzare. L'uomo invoca il soccorso dei passanti, ma i primi tirano dritto senza considerarlo.

### Ottavo quadro: Rissa fra i giornalisti
Nell'ottavo quadro avviene una rissa tra dei reporter di giornale, calmata in seguito dalle guardie, che spingono i giornalisti fuori dalla scena, in direzione dello spettatore.

### Nono quadro: Consiglio di guerra e la sentenza a Rennes
Nel nono quadro si assiste al processo della Corte Marziale che si svolge a Rennes.
L'imputato è Dreyfus e durante la seduta vengono chiamati a testimoniare varie persone, alla fine Dreyfus viene assolto.